# Lotus E21
De Lotus E21 is een Formule 1-auto, die in 2013 wordt gebruikt door het Formule 1-team van Lotus.

## Onthulling
De E21 werd op 28 januari 2013 onthuld op YouTube. De auto wordt bestuurd door voormalig wereldkampioen Kimi Räikkönen en Romain Grosjean. Heikki Kovalainen verving zijn landgenoot Räikkönen tijdens de laatste twee races van het seizoen.

## Resultaten
| Resultaat                       |
| ------------------------------- |
| Winnaar                         |
| Tweede plaats                   |
| Derde plaats                    |
| Gefinisht (punten behaald)      |
| Gefinisht (geen punten behaald) |
| Niet geklasseerd (NC)           |
| Uitgevallen (DNF)               |
| Niet gekwalificeerd (DNQ)       |
| Gediskwalificeerd (DSQ)         |
| Niet gestart (DNS)              |
| Gewond (INJ)                    |
| Uitgesloten (EX)                |
| Teruggetrokken (WD)             |
| Niet deelgenomen (blanco cel)   |
| P Pole position                 |
| S Snelste ronde                 |

| Jaar | Chassis   | Motor                | Banden | Coureurs        | 1   | 2   | 3   | 4   | 5   | 6   | 7   | 8   | 9   | 10  | 11  | 12  | 13  | 14  | 15  | 16  | 17  | 18  | 19  | Punten | WK-plaats |
| ---- | --------- | -------------------- | ------ | --------------- | --- | --- | --- | --- | --- | --- | --- | --- | --- | --- | --- | --- | --- | --- | --- | --- | --- | --- | --- | ------ | --------- |
| 2013 | Lotus E21 | Renault RS27-2013 V8 | P      |                 | AUS | MAL | CHN | BHR | ESP | MON | CAN | GBR | GER | HUN | BEL | ITA | SIN | KOR | JPN | IND | ABU | USA | BRA | 264    | 4e        |
| 2013 | Lotus E21 | Renault RS27-2013 V8 | P      | Kimi Räikkönen  | 1S  | 7   | 2   | 2   | 2   | 10  | 9   | 5   | 2   | 2   | DNF | 11  | 3   | 2   | 5   |     |     |     |     | 264    | 4e        |
| 2013 | Lotus E21 | Renault RS27-2013 V8 | P      | Romain Grosjean | 10  | 6   | 9   | 3   | DNF | DNF | 13  | 19† | 3   | 6   | 8   | 8   | DNF | 3   | 3   |     |     |     |     | 264    | 4e        |

- Seizoen nog bezig

Red Bull RB9 ·
Ferrari F138 ·
McLaren MP4-28 ·
Lotus E21 ·
Mercedes F1 W04 ·
Sauber C32 ·
Force India VJM06 ·
Williams FW35 ·
Toro Rosso STR8 ·
Caterham CT03 ·
Marussia MR02